# 에사시시
에사시시(일본어: 江刺市)는 이와테현 중남부에 있었던 시이다.
도시는 1954년 4월 1일에 성립되었다. 2006년 2월 20일에 에사시 시는 미즈사와 시, 이사와군 마에사와 정, 이사와 정, 고로모가와 촌이 합병해 오슈시가 되면서 폐지되었다.

### 역사
- 1889년 4월 1일 - 정촌제 시행과 함께 에사시군 에사시정이 성립하였다.
- 1955년 2월 10일 - 에사시군 이와야도정·이나세촌·아타고촌·다와라촌·히로세촌·야나가와촌·다마리촌·후지사토촌·요네사토촌·이데촌을 합병해 에사시정이 되었다
- 1958년 11월 3일 - 시제가 시행되어 에사시시가 되었다
- 1955년 7월 10일 - 에사시정의 일부(구 이나세촌의 일부)가 기타카미시에 편입하였다(현재의 기타카미시 이나세정).
- 2006년 2월 1일 - 미즈사와시, 이사와군 마에사와정, 이사와 정, 고로모가와촌이 합병해 오슈시가 되었다.

### 도로
- 국도 107호선
- 국도 396호선
- 국도 456호선